# Unió Centrista i Liberal
L'Unió Centrista i Liberal (en lituà Liberalų ir Centro Sąjunga, LCS) va ser un partit polític de Lituània d'ideologia liberal, membre de la Internacional Liberal i del PLDRE. Al 2014 s'integraria en el nou Unió de Llibertat Lituana (Liberals).

## Història
Es va formar el 2003 per la fusió de la Unió Liberal de Lituània (Lietuvos liberalų sąjunga), la Unió del Centre de Lituània (Lietuvos Centro Sąjunga) i la Unió Democristiana Moderna (Moderniųjų krikščionių demokratų sąjunga). Aquesta unió de partits era dirigida per Gintautas Babravičius.
A les eleccions europees de 2004 va obtenir l'11,2% dels vots i 2 eurodiputats. A les eleccions legislatives lituanes de 2004 va obtenir el 9,1% dels vots i 18 dels 141 escons al Seimas. Tot i que inicialment van formar part de l'oposició, al 2006 van entrar al nou gabinet de Gediminas Kirkilas.
A les eleccions legislatives de 2008 el partit va obtenir només 8 escons i 5,34% dels vots, a causa de l'escissió del Moviment dels Liberals de la República de Lituània. Tanmateix, es van mantenir al govern en el segon gabinet d'Andrius Kubilius.
A les eleccions de 2012 el partit va perdre de nou bona part del suport electoral, amb només un 2% dels vots i cap diputat. Com a conseqüència, dos anys després el partit es dissoldria, integrant-se en el nou Unió de Llibertat Lituana (Liberals).

## Resultats electorals

### Seimas
| Any  | Vots    | %         | Escons   | +/– | Govern             |
| ---- | ------- | --------- | -------- | --- | ------------------ |
| 2004 | 109,872 | 9.19 (#5) | 18 / 141 | 18  | Oposició (2004−06) |
| 2004 | 109,872 | 9.19 (#5) | 18 / 141 | 18  | Coalició (2006−08) |
| 2008 | 66,078  | 5.34 (#7) | 8 / 141  | 10  | Coalició           |
| 2012 | 28,263  | 2.15 (#9) | 0 / 141  | 8   | Extraparlamentari  |